# La Harengère
La Harengère és un municipi francès situat al departament de l'Eure i a la regió de Normandia. L'any 2007 tenia 512 habitants.

## Demografia

### Població
El 2007 la població de fet de La Harengère era de 512 persones. Hi havia 188 famílies, de les quals 36 eren unipersonals (12 homes vivint sols i 24 dones vivint soles), 64 parelles sense fills, 84 parelles amb fills i 4 famílies monoparentals amb fills.
La població ha evolucionat segons el següent gràfic:
Habitants censats

### Habitatges
El 2007 hi havia 203 habitatges, 192 eren l'habitatge principal de la família, 6 eren segones residències i 5 estaven desocupats. Tots els 202 habitatges eren cases. Dels 192 habitatges principals, 184 estaven ocupats pels seus propietaris, 6 estaven llogats i ocupats pels llogaters i 2 estaven cedits a títol gratuït; 5 tenien dues cambres, 14 en tenien tres, 56 en tenien quatre i 117 en tenien cinc o més. 160 habitatges disposaven pel capbaix d'una plaça de pàrquing. A 70 habitatges hi havia un automòbil i a 115 n'hi havia dos o més.

### Piràmide de població
La piràmide de població per edats i sexe el 2009 era:
| Homes | Edats   | Dones |
| ----- | ------- | ----- |
| 0     | 95 o +  | 0     |
| 0     | 90 a 94 | 0     |
| 0     | 85 a 89 | 4     |
| 0     | 80 a 84 | 0     |
| 4     | 75 a 79 | 0     |
| 12    | 70 a 74 | 8     |
| 12    | 65 a 69 | 12    |
| 0     | 60 a 64 | 8     |
| 12    | 55 a 59 | 12    |
| 32    | 50 a 54 | 16    |
| 16    | 45 a 49 | 16    |
| 20    | 40 a 44 | 20    |
| 20    | 35 a 39 | 16    |
| 12    | 30 a 34 | 24    |
| 12    | 25 a 29 | 0     |
| 16    | 20 a 24 | 4     |
| 28    | 15 a 19 | 8     |
| 20    | 10 a 14 | 24    |
| 20    | 5 a 9   | 16    |
| 0     | 0 a 4   | 4     |

## Economia
El 2007 la població en edat de treballar era de 354 persones, 262 eren actives i 92 eren inactives. De les 262 persones actives 245 estaven ocupades (137 homes i 108 dones) i 17 estaven aturades (6 homes i 11 dones). De les 92 persones inactives 45 estaven jubilades, 28 estaven estudiant i 19 estaven classificades com a «altres inactius».

### Ingressos
El 2009 a La Harengère hi havia 189 unitats fiscals que integraven 493,5 persones, la mediana anual d'ingressos fiscals per persona era de 22.016 €.

### Activitats econòmiques
Dels 8 establiments que hi havia el 2007, 1 era d'una empresa de fabricació d'altres productes industrials, 3 d'empreses de construcció, 2 d'empreses de transport, 1 d'una empresa de serveis i 1 d'una empresa classificada com a «altres activitats de serveis».
Dels 4 establiments de servei als particulars que hi havia el 2009, 1 era un taller de reparació d'automòbils i de material agrícola, 1 paleta, 1 lampisteria i 1 perruqueria.

## Equipaments sanitaris i escolars
El 2009 hi havia una escola elemental integrada dins d'un grup escolar amb les comunes properes formant una escola dispersa.

## Poblacions més properes
El següent diagrama mostra les poblacions més properes.